# Reel Recordings
Reel Recordings war ein kanadisches Jazzlabel, das von 2007 bis 2013 bestand.
Das unabhängige Label Reel Recordings wurde ab 2007 von Michael und Miki King im kanadischen Dundas gegründet. Michael King, der 2015 starb, war ferner für das Label Cuneiform Records tätig und remasterte Archiv-Veröffentlichungen. Es war spezialisiert auf die Veröffentlichung von Archivaufnahmen der britischen Jazz- und Fusion-Szene der 1960er- und 70er-Jahre; bei Reel erschienen u. a. Aufnahmen von Kevin Ayers, Ian Carr/Don Rendell, Lol Coxhill, Elton Dean, Bob Downes, Harry Miller, Mike Osborne,   Soft Machine und Trevor Watts. Beim Label erschienen sowohl bis dahin nicht veröffentlichte Aufnahmen als auch einige Re-Issues wichtiger Tonträger von Ray Russell und Ken Hyder. Das erste Album, das bei Reel erschien, war die CD Avant Gardeners von Pam und Gary Windo. Zu den Archiv-Veröffentlichungen gehörte auch Split the Difference, ein Mitschnitt vom Mai 1972 aus dem Londoner 100 Club von einem Kollektiv-Ensemble namens Splinters (mit Jeff Clyne, John Stevens, Kenny Wheeler, Phil Seamen, Stan Tracey, Trevor Watts und Tubby Hayes).